# Герхард I Фламенс
Герхард Фламенс (нем. Gerhard Flamens, лат. Gerardus flamens) (р. ок. 1000, ум. после 1053) — граф Вассерберга, родоначальник Гельдернского графского дома.
По мнению американского медиевиста Дональда Джекмана (Donald C. Jackman), Герхард Фламенс родился ок. 1010 и умер в 1067 году (Necrological annals of Prüm, in Klostergemeinschaft, I, 379). Из документов, в которых он упоминается, дату можно установить только в двух — 1033 и 1042 годы.
Некоторые историки предполагают, что Герхард I — это два человека: Герхард I (ок. 990—1042), и его сын Герхард II (ок. 1010—1067).
Прозвище Фламенс может означать происхождение из Фландрии (Фламандии) или рыжий цвет волос.
В генеалогических исследованиях Герхард Фламенс считается братом Рутгера I — основателя рода графов Клеве.
Возможно, по своему происхождению имел какое-то отношение к графу Арнольду де Валансьен, графу Камбре в 967—1006.
Около 1033 года (или в 1020/21) получил от германского императора город Вассенберг с титулом графа и фогство в Эркеленце.
Имя и происхождение жены не известно. По мнению Бёрена (Petrus Cornelis Boeren), — дочь пфальцграфа Рейнского Германа Пузилуса. Ещё одна версия — сестра Госвина, графа в Франконии.
По другим данным, Герхард Фламенс был зятем Дидерика, графа Хамаланда, и получил Вассенберг в результате раздела его наследства.
Единственный документально подтверждённый сын:
- Дитрих Фламенс (ок. 1035 — 19.10.1082), граф Вассенберга.

Во многих источниках детьми Герхарда Фламенса считаются :
- Генрих (ум. до 1085), женатый на Аделаиде Гелдернской (ум.1083),
- Герхард Фламенс (ум. 1082) — граф фон Хохштаден, граф в Хамаланде и Вестфаленгау.
- Вильгельм (до 1024—1076), епископ Утрехта с 1054
- Герман III фон Хохштаден, архиепископ Кёльна
- Госвин I, граф фон Хейнсберг
- Ирмгарда, муж — граф Иммо фон Лооз
- Ютта, муж — граф Людвиг I фон Арштейн.